# Cosmopterix dapifera
Cosmopterix dapifera là một loài bướm đêm thuộc họ Cosmopterigidae. Nó được tìm thấy ở Hoa Kỳ (from Tennessee và tây bắc Arkansas phía nam đến miền trung Florida và south-miền trung Arizona), Brasil (Bahia) và Cuba.
Con trưởng thành được sưu tập từ tháng 7 đến tháng 9 và tháng 1. Cánh trước dài 3,6-3,8 mm.